# Rudolf Münger
Rudolf Münger (* 10. November 1862 in Bern; † 17. September 1929 ebenda) war ein Schweizer Maler.

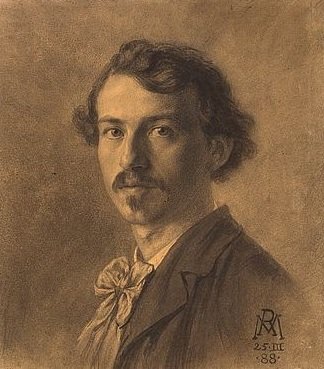
Rudolf Münger (1888)

## Leben
Rudolf Münger begann 1879 eine Ausbildung als Flach- und Dekorationsmaler in Neuenburg. Danach verbrachte er ein Jahr lang in Laage-Vuursche bei Utrecht und erlernte dort die Holz- und Marmorimitation. Von 1883 bis 1888 studierte er mit Unterbrechungen an der Kunstgewerbeschule in München und von 1888 bis 1889 an der Académie Julian und der École des Arts décoratifs in Paris. Dort befreundete er sich mit Robert Kiener.
Dann kehrte er nach Bern zurück, war bis 1898 Lehrer an der Handwerkerschule und danach freier Künstler. So entwarf er 1904/5 die erste Figur für den Stock des Bärenplatzbrunnens, eine Gruppe spielender Bären, welche durch den Bildhauer Ferdinand Huttenlocher aus Sandstein realisiert wurde. Münger leitete von 1908 bis 1918 den Schweizer Heimatschutz die ihm für seine Verdienste die Ehrenmitgliedschaft verlieh. 1924 wurde er zum Ehrendoktor der Universität Bern ernannt.
Münger wurde bekannt als Illustrator der Werke von Jeremias Gotthelf und der Heidi-Romane von Johanna Spyri, der Einbände zu den Romanen Rudolf von Tavels und der 1907 bis 1925 durch Otto von Greyerz in sechs Heften veröffentlichten Volksliedersammlung Im Röseligarte. Von ihm stammen auch die Wandfresken des Berner Kornhauskellers sowie die Wandmalerei am Zeerleder-Haus an der Junkerngasse 51 von 1897 und er entwarf zudem die sogenannte Müngertracht, eine Weiterentwicklung der schwarzen Bernertracht mit farbigen Seideneinsätzen im Mieder und Göller und weniger schwerem Silberschmuck. 1910 fertigte Münger ein Wandbild für eine Berner Totenhalle an. Für die reformierte Kirche in Lotzwil schuf er die Kirchenfenster.
Der Nachlass Rudolf Müngers wird in der Burgerbibliothek Bern aufbewahrt.

## Galerie

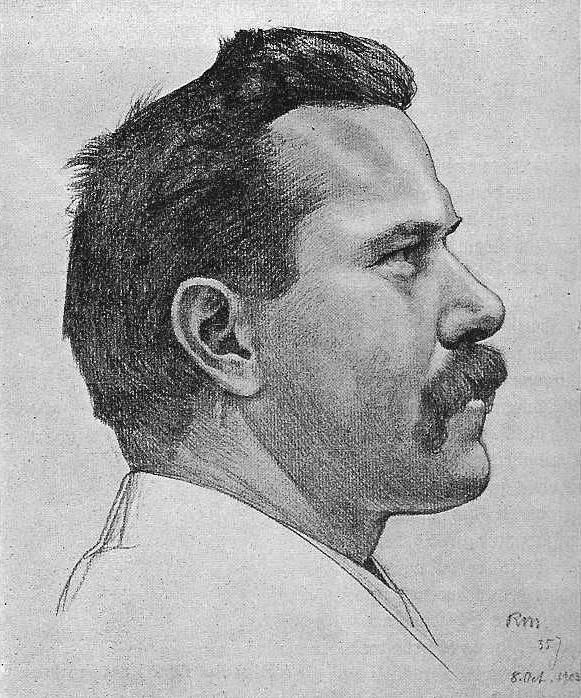
Porträt von Simon Gfeller, 1903
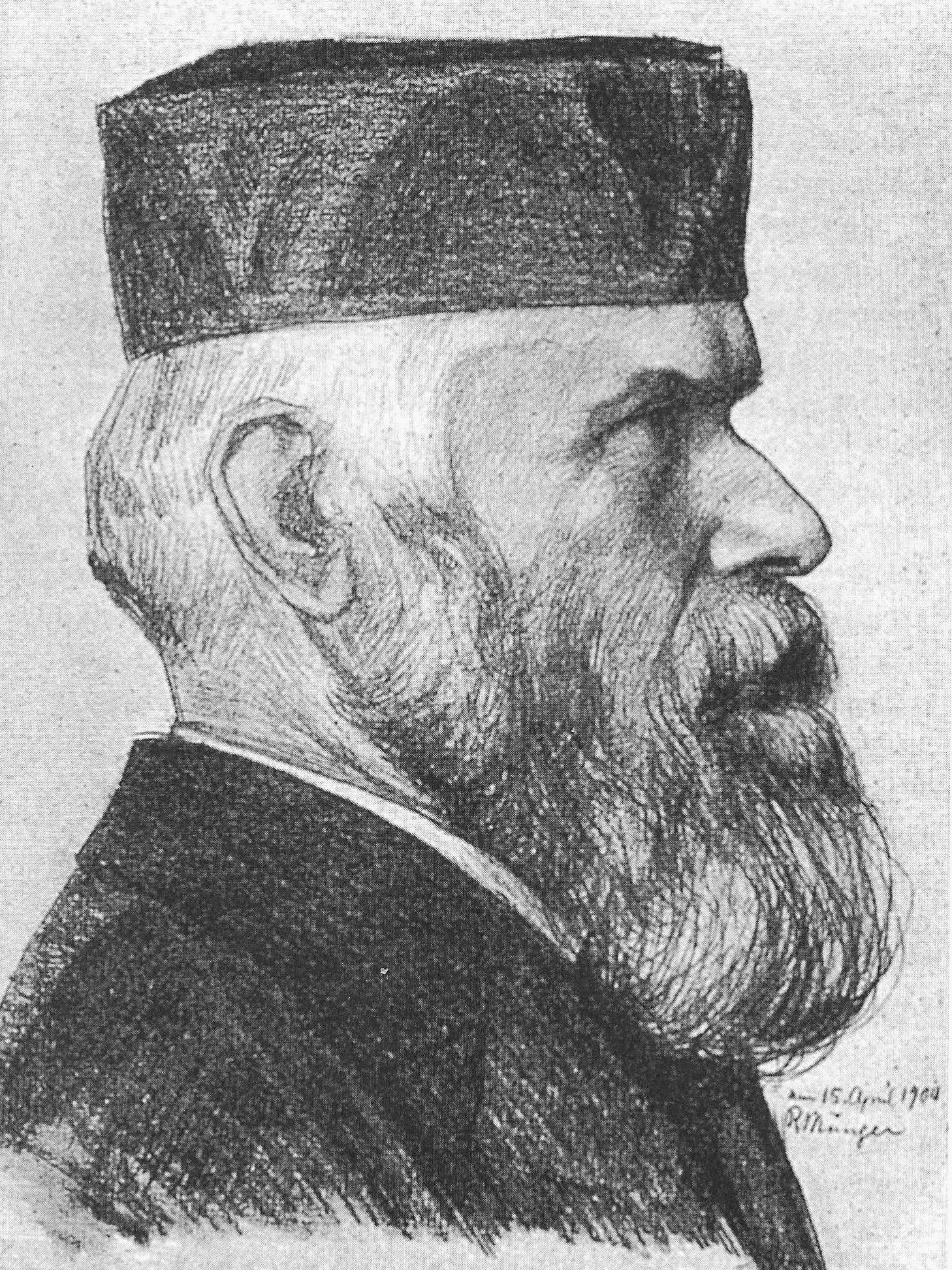
Porträtskizze von Emanuel Friedli, 1904
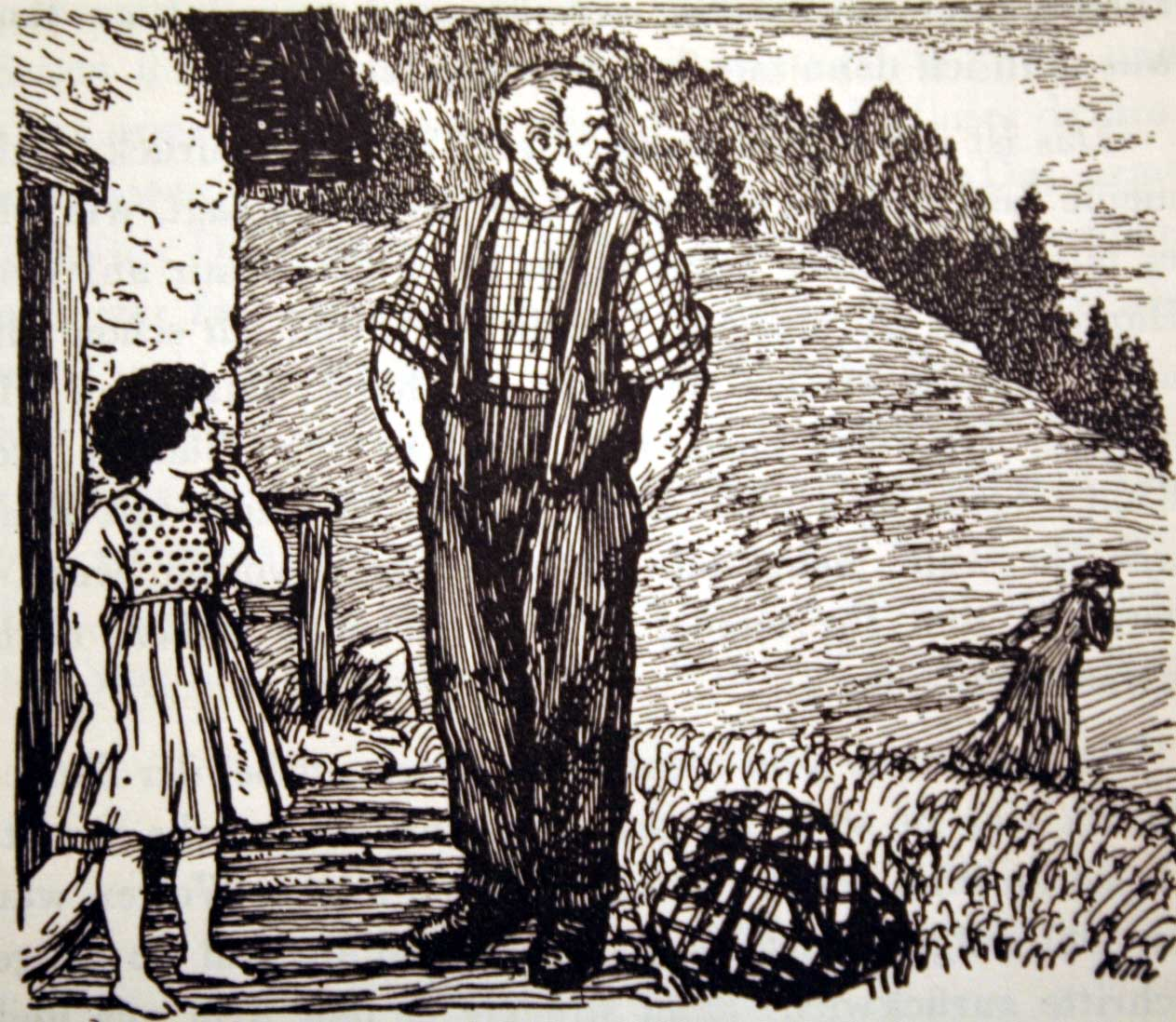
Illustration aus Heidi
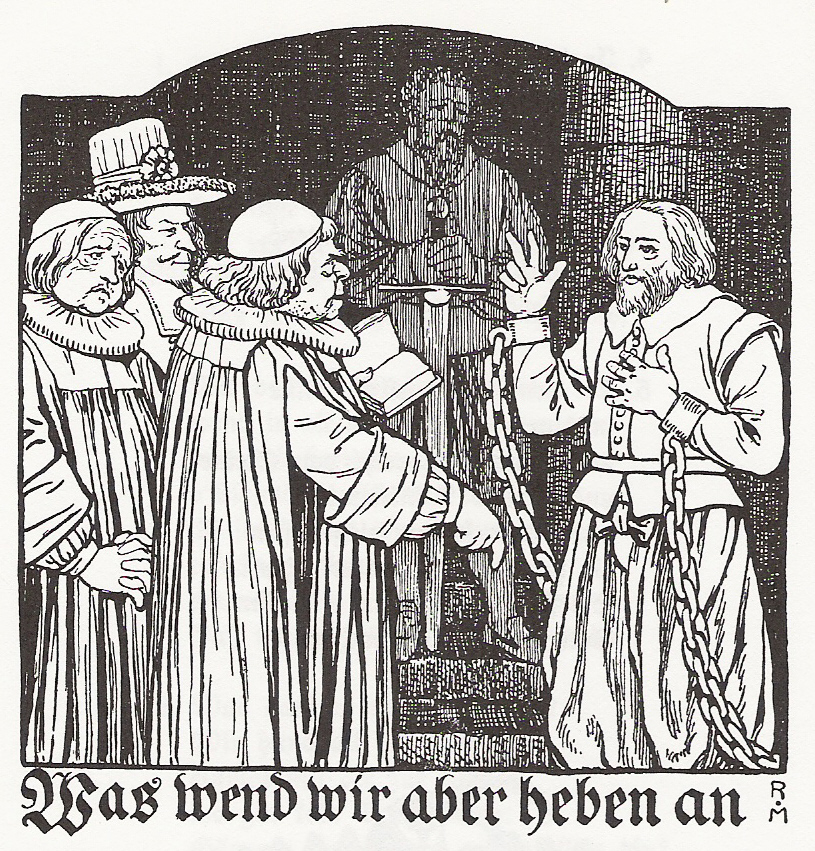
Illustration zum «Haslibacher-Lied»
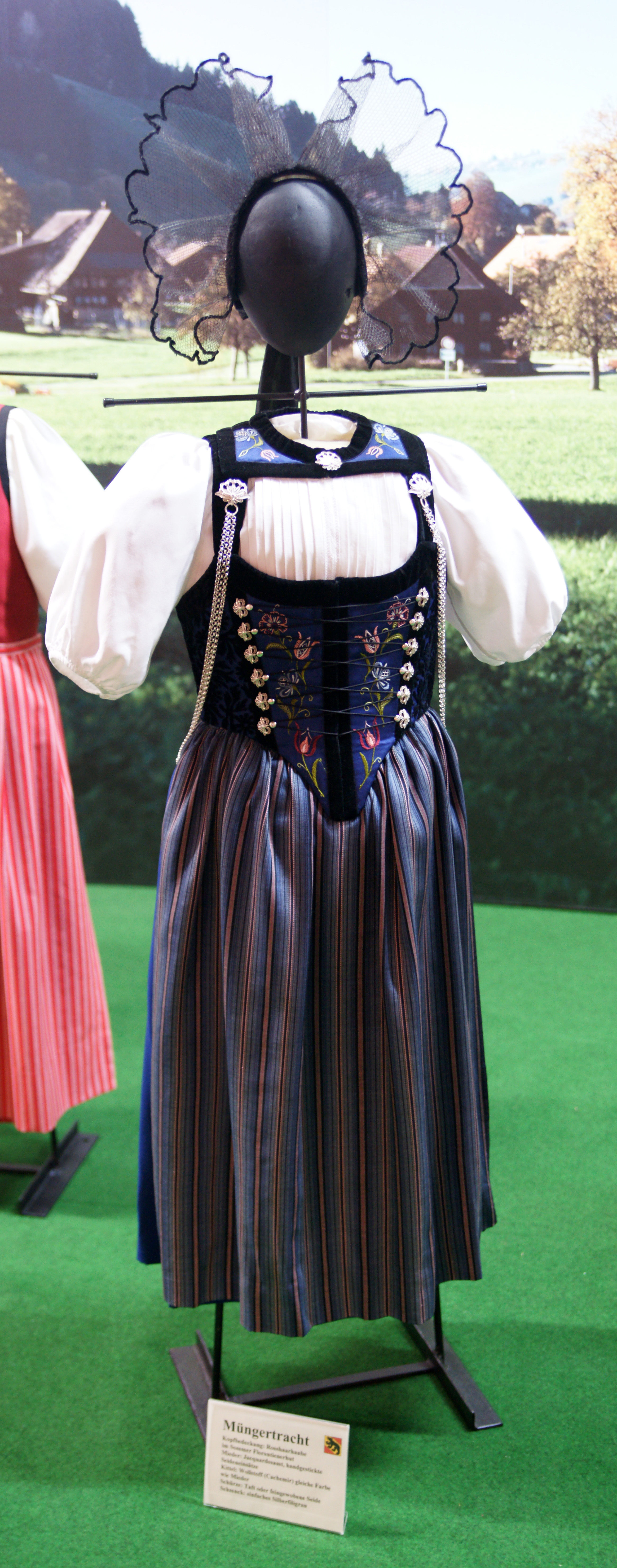
«Müngertracht»
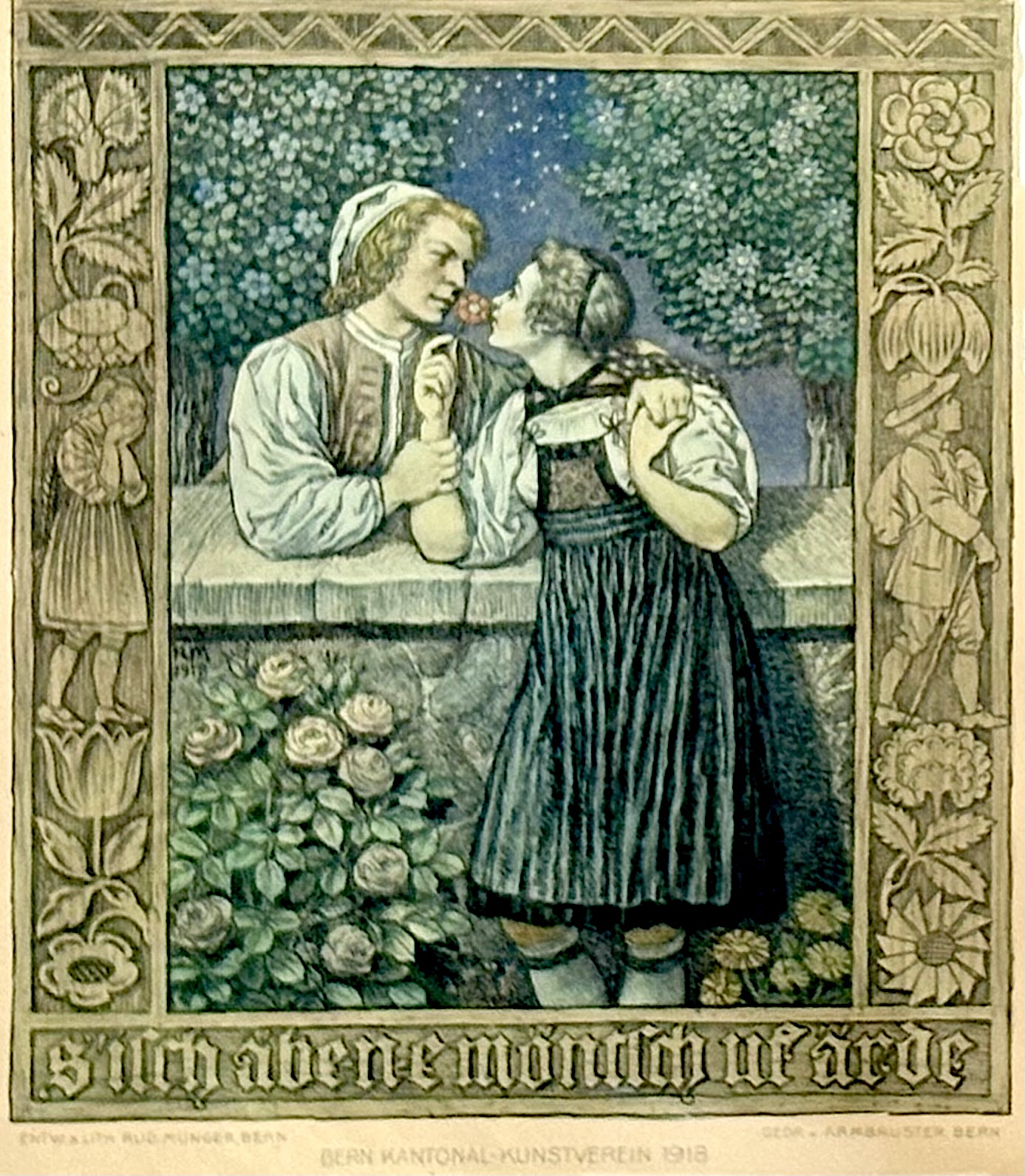
Darstellung von Vreneli und Hansjoggeli aus dem Guggisbergerlied